# 米勒门体育场
米勒门体育场（德語：Millerntor-Stadion）是德国汉堡的一座专用足球场，它位于圣保利红灯区绳索街附近的圣灵广场，为圣保利足球俱乐部所持有。该场地是圣保利一线队、有时也是二队和女队主场比赛场馆。自2015年完成翻新工程以来，体育场可容纳29,546名观众，包括16,940个站席和12,606个坐席。其中坐席还设有39个包厢（共468个座位）、2,491个商务座位和96个无障碍座位。